# وونغ تشن
وونغ تشن (بالملايوية: Wong Chen)‏ هو محامي وسياسي ماليزي، ولد في 18 ديسمبر 1968 ببيتالينغ جايا في ماليزيا. حزبياً، نشط في حزب عدالة الشعب. وقد انتخب عضو ديوان الرعية ‏ عن دائرة Subang (federal constituency) ‏ وقد انضم خلال فترته النيابية ‏ للكتلة البرلمانية تحالف الأمل (ماليزيا).